# Пьотър Новаковски
Пьо̀тър Новако̀вски (на полски: Piotr Nowakowski) е полски волейболист, национален състезател от 2008 г. Играе на поста централен блокировач.

## Биография
Роден е на 18 декември 1987 г. е град Жирардов. Първият му клубен отбор е ЛКС Вжос. С националния отбор е европейски шампион (2009 г.), златен медалист от Световната лига (2012 г.) и световен шампион (2014 г.).